# Ethan Allen
Ethan Allen (ur. 10 stycznia?/21 stycznia 1738 w Lichfield w Connecticut, zm. 12 lutego 1789) – przywódca amerykański z czasów Republiki Vermontu oraz wojny o niepodległość Stanów Zjednoczonych, wsławiony zdobyciem Fortu Ticonderoga.

## Życiorys

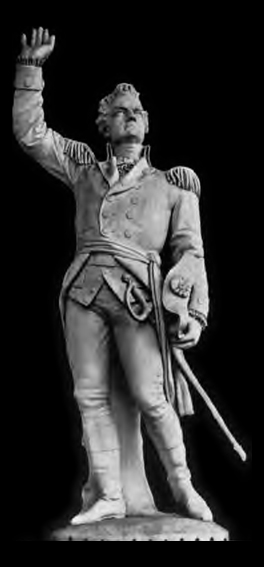
Pomnik Ethana Allena

Urodził się w Litchfield (Connecticut), jako syn rolników Josepha Allena i Mary Baker. Allen przez krótki czas służył w wojsku podczas wojny pomiędzy Francuzami a Indianami. W 1762 r. rozpoczął eksploatację dobrze prosperującej kuźni żelaza w Salisbury (Connecticut). W tym samym roku (1762) poślubił Mary Brownson, z którą miał mieć pięcioro dzieci. Jego deizm i agresywne zachowanie osobiste zmusiły go do opuszczenia Salisbury w 1765 r., a następnie Northampton (Massachusetts) w 1767 roku.

## Działalność
Wolnomularz i przeciwnik zasiedlania terenów Vermont przez osadników z Prowincji Nowy Jork. W tym celu zorganizował oddziały zbrojne, które przyjęły nazwę Green Mountain Boys.